# 奈曼站
奈曼站，位于中华人民共和国内蒙古自治区通辽市奈曼旗大沁他拉镇，是京通铁路上的火车站，建于1980年，由沈阳铁路局赤峰车务段管辖。

## 車站周邊
- 奈曼旗烟草专卖局
- 奈曼客运站
- 大沁他拉镇人民政府
- 奈曼旗盐务管理局
- 奈曼旗蒙古族中学
- 中国人民银行奈曼旗支行
- 奈曼旗电业宾馆
- 奈曼旗帝华大酒店
- 新天地购物中心

## 歷史
- 建于1980年。

## 外部連結
- 中国铁路客户服务中心（页面存档备份，存于）